# Polypterus ansorgii
Polypterus ansorgii är en art av familjen fengäddor som finns i Västafrika.

## Utseende
En avlång fisk med en nästan cylindrisk kropp, käkar av lika längd (underbett är annars vanligt inom släktet) och en mörkgrön kropp med stora, svarta fläckar på sidorna. Som mest kan den bli 28 cm lång. Som alla fengäddor har den en ryggfena som är uppdelad i flera småfenor med var sin fenstråle, i detta fall 12 till 15 stycken.

## Vanor
Polypterus ansorgii är en bottenlevande art som lever i floder och sjöar där den livnär sig på vatteninsekter.

## Utbredning
Arten förekommer i Corubalfloden i Guinea-Bissau, i floden Niger i Guinea samt i Kainjisjön och Ogunfloden i Nigeria.

## Status
Även om arten endast förekommer på fyra lokaler, är den vanligt förekommande på tre av dem, och IUCN har därför klassificerat den som livskraftig ("LC"). Man ser emellertid habitatförlust genom byggnation, jordbruk och skogsavverkning som potentiella hot. Populationen i Ogunfloden betraktas dessutom som hotad.

## Betydelse för människan
Polypterus ansorgii finns i en del offentliga akvarier. Den förekommer emellertid sällan i handeln och är ovanlig inom akvariehobbyn.